# La Chanteuse et le Milliardaire
Pour plus de détails, voir Fiche technique et Distribution.

La Chanteuse et le Milliardaire (The Marrying Man) est un film américain réalisé par Jerry Rees, sorti en 1991.

## Fiche technique
- Titre : La Chanteuse et le Milliardaire
- Titre original : The Marrying Man
- Réalisation : Jerry Rees
- Scénario : Neil Simon
- Production : David Permut, David Streit et Donald Kreiss
- Sociétés de production : Hollywood Pictures, Odyssey Motion Pictures et Silver Screen Partners IV
- Musique : David Newman et Sidney James (non crédité)
- Photographie : Donald E. Thorin
- Montage : Michael Jablow, Michael R. Miller et Michael Tronick
- Décors : William F. Matthews
- Costumes : Ruth Myers
- Pays d'origine : États-Unis
- Format : Couleurs - 1,85:1 - Dolby - 35 mm
- Genre : Comédie, romance
- Durée : 115 minutes
- Dates de sortie : 5 avril 1991 (États-Unis), 14 août 1991 (France)

## Distribution
- Kim Basinger (VF: Michèle Buzynski) : Vicki Anderson
- Alec Baldwin (VF: Bernard Lanneau) : Charley Pearl
- Robert Loggia (VF: Claude Joseph) : Lew Horner
- Elisabeth Shue (VF: Dominique Westberg) : Adele Horner
- Armand Assante (VF: Philippe Peythieu) : Bugsy Siegel
- Paul Reiser (VF: Roland Timsit) : Phil Golden
- Fisher Stevens (VF: Georges Caudron) : Sammy
- Peter Dobson (VF: Serge Faliu) : Tony
- Steve Hytner (VF: Gilbert Lévy) : George
- Jeremy Roberts : Gus
- Big John Studd : Dante
- Tony Longo : Sam
- Tom Milanovich : Andy
- Tim Hauser : Woody
- Marla Heasley : Sheila

## Autour du film
- Le tournage s'est déroulé à Lancaster et Los Angeles.
- Pour écrire son script, le scénariste Neil Simon s'est inspirée de l'idylle entre le millionnaire Harry Karl et l'actrice Marie McDonald.
- Rencontrés sur le tournage du film, Kim Basinger et Alec Baldwin se sont mariés le 19 août 1993 et retourneront ensemble en 1994 sous la direction de Roger Donaldson dans Guet-apens.

## Bande originale
- Let's Do It, interprété par Kim Basinger
- Murder, He Says, interprété par Kim Basinger
- Why Can't You Behave?, interprété par Kim Basinger
- Honeysuckle Rose, interprété par Kim Basinger
- Satisfy My Soul, interprété par Kim Basinger
- Love Is The Thing, interprété par Kim Basinger
- Stompin' At the Savoy, composé par Benny Goodman, Edgar M. Sampson, Andy Razaf et Chick Webb
- L.D.'s Bounce, composé par Tim Hauser
- You're Driving Me Crazy (What Did I Do?), interprété par Alan Paul
- Mama Look A Boo Boo, interprété par Tim Hauser
- You Can't Be Mine (And Someone Else's Too), interprété par Billie Holiday
- Yardbird Suite, interprété par Charlie Parker

## Distinctions
- Nomination au prix de la pire actrice pour Kim Basinger, lors des Razzie Awards 1992.